# Phrynobatrachus gutturosus
Phrynobatrachus gutturosus é uma espécie de anfíbio da família Petropedetidae.
Pode ser encontrada nos seguintes países: República Democrática do Congo, Costa do Marfim, Gana, Libéria, Nigéria, e possivelmente Benin, Burkina Faso, Guiné, Mali, Togo e Uganda.
Os seus habitats naturais são: florestas subtropicais ou tropicais húmidas de baixa altitude, savanas húmidas, pântanos e marismas intermitentes de água doce.
Está ameaçada por perda de habitat.